# Susie Maxwell Berning
Susie Maxwell Berning, född 22 juli 1941 i Pasadena, Kalifornien, död 2 oktober 2024 i Palm Springs, Kalifornien, var en amerikansk professionell golfspelare.
Berning var den första kvinna som fick ett golfstipendium från Oklahoma City University där hon tävlade i herrarnas lag. Hon utsågs till årets nykomling på LPGA-touren 1964 och den mest utvecklade spelaren 1967. Hon vann elva tävlingar på touren inklusive tre segrar i US Womens Open och en i Womens Western Open. Vid 30-årsåldern blev dock hennes form ojämn och hennes sista placering bland de tio bästa på Order of Merit kom 1969. Hon spelade på touren i många år även om hon inte spelade hela tiden. Hon spelade 13 tävlingar 1995 och hon lämnade touren 1997.

## Meriter

### Majorsegrar
- 1965 Womens Western Open
- 1968 US Womens Open
- 1972 US Womens Open
- 1965 US Womens Open

### LPGA-segrar
- 1965 Muskogee Civitan Open
- 1967 Louise Suggs Invitational, Milwaukee Jaycee Open
- 1969 Lady Carling Open, Pabst Ladies' Classic
- 1973 Heritage Village Open
- 1976 Lady Keystone Open